# NGC 7184
NGC 7184 (również UGCA 425 lub PGC 67904) – galaktyka spiralna z poprzeczką (SBc), znajdująca się w gwiazdozbiorze Wodnika. Odkrył ją William Herschel 28 października 1783.
W galaktyce tej zaobserwowano do tej pory jedną supernową – SN 1984N.